# Atlantic Crossing
Atlantic Crossing é o sexto álbum de estúdio do cantor Rod Stewart, lançado a 15 de Agosto de 1975.
Este álbum tem hits como "I Don't Want to Talk About It", "This Old Heart of Mine" e "Sailing". Teve um enorme sucesso com disco Diamante e 5x Platina, vendeu 16 milhões por todo o mundo.

## Faixas
Todas as faixas por Rod Stewart, exceto onde anotado.
1. "Three Time Loser" – 4:03
2. "Alright For An Hour" (Stewart, Jesse Ed Davis) – 4:17
3. "All In The Name Of Rock & Roll" – 5:02
4. "Drift Away" (Mentor Williams) – 3:43
5. "Stone Cold Sober" (Stewart, Steve Cropper) – 4:12
6. "I Don't Want To Talk About It" (Danny Whitten) – 4:47
7. "It's Not The Spotlight" (Barry Goldberg, Gerry Goffin) – 4:21
8. "This Old Heart of Mine" (Holland-Dozier-Holland, Sylvia Moy) – 4:04
9. "Still Love You" – 5:08
10. "Sailing" (Gavin Sutherland) – 4:37

| Críticas profissionais                                                      | Críticas profissionais |
| Avaliações da crítica                                                       | Avaliações da crítica  |
| Fonte                                                                       | Avaliação              |
| --------------------------------------------------------------------------- | ---------------------- |
| allmusic                                                                    | [ 2 ]                  |
| Rolling Stone                                                               | (sem nota)             |
| Robert Christgau                                                            | (B+)                   |
| Esta tabela precisa de ser acompanhada por texto em prosa. Consulte o guia. |                        |

## Paradas
| Paradas (1975) | Posição |
| -------------- | ------- |
| Billboard 200  | 1       |

## Créditos
- Rod Stewart - Vocal
- Pete Carr - Guitarra
- Jesse Ed Davis - Guitarra
- Steve Cropper - Guitarra
- Fred Tackett - Guitarra
- Jimmy Johnson - Guitarra
- Barry Beckett - Teclados
- Albhy Galuten - Teclados
- Donald Dunn - Baixo
- Lee Sklar - Baixo
- Bob Glaub - Baixo
- David Hood - Baixo
- David Lindley - Bandolim, violino
- Al Jackson - Bateria
- Roger Hawkins - Bateria
- Nigel Olsson - Bateria
- Willie Correa - Bateria
- The Memphis Horns - Trompete, trombone, saxofone
- Cindy & Bob Singers, The Pets & The Clappers - Vocal de apoio